# Cinara glabra
Cinara glabra är en insektsart som först beskrevs av David D. Gillette och Palmer 1924.  Cinara glabra ingår i släktet Cinara och familjen långrörsbladlöss. Inga underarter finns listade i Catalogue of Life.